# Superácido
Un superácido es un ácido con una acidez mayor que el ácido sulfúrico cuándo este se encuentra al 100 %. Algunos superácidos disponibles comercialmente son el ácido trifluorometansulfónico (CF3SO3H),  también conocido como ácido trifílico, y el ácido fluorosulfónico (FSO3H), ambos más de mil veces más ácidos que el sulfúrico. Los superácidos más fuertes se preparan combinando dos componentes: un ácido de Lewis fuerte y un ácido de Brønsted fuerte.
El término superácido inicialmente fue propuesto por James Bryant Conant en 1927 para describir ácidos más fuertes que los minerales. George A. Olah recibió el Nobel de Química en 1994 gracias a sus investigaciones en superácidos y su uso en la observación directa de carbocationes. El «ácido mágico» de Olah, llamado así por su facilidad para atacar hidrocarburos, se prepara mezclando pentafluoruro de antimonio (SbF5) con ácido fluorosulfúrico.
El superácido más fuerte, el ácido fluoroantimónico, con pH de -31, es una combinación de fluoruro de hidrógeno (HF) y SbF5. En este sistema, el HF se disocia, uniéndose el fluoruro al SbF5, formándose SbF6-, el cual es simultáneamente un nucleófilo muy débil y una base muy débil. El protón queda literalmente «desnudo», lo que le da al sistema una acidez extrema. El ácido fluoroantimónico es 2x1019 veces más fuerte que el ácido sulfúrico puro.
Olah demostró que a 140 °C, el FSO3H-SbF5 convierte el metano en el carbocatión tert-butilo, una reacción que empieza con la protonación del metano.
CH4 + H+ → CH5+
CH5+ → CH3+ + H2
CH3+ + 3 CH4 → (CH3)3C+ + 3 H2